# Bill Madlock
Bill Madlock, Jr. (né le 2 janvier 1951 à Memphis, Tennessee, États-Unis) est un joueur de troisième but au baseball qui a évolué dans les Ligues majeures de 1973 à 1987. 
Surnommé Mad Dog, Madlock a maintenu une moyenne au bâton en carrière de,305, remportant quatre fois le championnat des frappeurs. Aucun joueur des majeures à part Tony Gwynn n'a remporté plus de titres de la moyenne au bâton au cours des 40 dernières années.

## Carrière
Bill Madlock est drafté en 5e ronde par les Senators de Washington en 1970. Il commence sa carrière en Ligue majeure le 7 septembre 1973 comme porte-couleurs des Rangers du Texas, les Senators ayant déménagé au printemps 1972 de Washington vers Arlington, Texas. Rappelé des ligues mineures en fin de saison, il participe à 21 parties, frappant 27 coups sûrs en seulement 77 apparitions au bâton pour une moyenne de,351. Le 25 octobre 1973, Madlock et le joueur d'utilité Vic Harris sont transférés aux Cubs de Chicago pour le lanceur étoile Ferguson Jenkins.
À sa première année chez les Cubs en 1974, Madlock s'impose avec une moyenne au bâton de,313. Il est joueur de troisième but titulaire de l'équipe, prenant part à 128 parties et terminant 3e meilleure recrue de la Ligue nationale.
À sa seconde saison complète dans les majeures en 1975, il est invité à son premier match des étoiles et remporte son premier championnat des frappeurs, menant la Nationale avec une moyenne de,354. En 1976, il répète l'exploit, affichant la meilleure moyenne au bâton des majeures (,339).
Transféré aux Giants de San Francisco après la saison 1976, il maintient des moyennes de,302 et,309 avec le club californien.
En 1979, il connaît un plus lent départ pour les Giants, affichant une moyenne de,261 avec 41 points produits après 69 parties pour San Francisco. Le 28 juin, les Pirates de Pittsburgh, sérieux aspirants au titre dans la division Est de la Ligue nationale, font son acquisition des Giants. Au cours des 85 matchs suivants pour Pittsburgh, Madlock produit 44 points et frappe dans une moyenne de,328, aidant les Pirates à remporter le championnat avec seulement deux parties d'avance sur les Expos de Montréal. En Série mondiale 1979, Madlock frappe pour,375 (9 coups sûrs en 24) dans la victoire en 7 parties des Pirates sur les Orioles de Baltimore.
Au cours de son séjour à Pittsburgh, qui se terminera par son transfert à Los Angeles en août 1985, Bill Madlock remporte deux fois de plus le championnat des frappeurs avec des moyennes de,341 en 1981 et,323 en 1983. Entre 1970 et 2010, seul Tony Gwynn a remporté plus de titres de la moyenne au bâton (6) dans les Ligues majeures. Madlock, qui participe à nouveau au match des étoiles en 1981 et 1983, devient le premier joueur de l'histoire à remporter deux championnats des frappeurs avec deux clubs différents.
En 1985, Madlock aide les Dodgers à s'assurer du championnat de la division Ouest de la Nationale. Dans la Série de championnat de la Ligue nationale, il s'illustre avec 9 coups sûrs en 24 (pour une moyenne de,333), 3 coups de circuit et 7 points produits en seulement 6 matchs, mais Los Angeles s'incline devant les champions de l'Est, les Cardinals de Saint-Louis.
Libéré par les Dodgers en mai 1987, Madlock signe un contrat avec les Tigers de Detroit et termine la saison avec cette équipe.

## Palmarès
En 1806 parties réparties sur 15 saisons dans les Ligues majeures, Bill Madlock a maintenu une moyenne au bâton de,305 avec 2008 coups sûrs, dont 163 circuits. Il a produit 860 points et en a marqué 920. Il totalise aussi 174 buts volés. En séries éliminatoires, il a frappé pour,308 en 17 parties avec 20 coups sûrs, 4 circuits et 12 points produits.
- Quatre fois champion frappeur de la Ligue nationale (1975, 1976, 1981, 1983).
- Premier joueur à remporter plus d'un championnat des frappeurs avec deux équipes différentes.
- Trois fois sélectionné pour le match des étoiles (1975, 1981, 1983).
- Champion de la Série mondiale 1979 avec Pittsburgh.